# Wolfgang Dähne
Wolfgang Dähne (6 de Agosto de 1921 - ) foi um comandante de U-Boot que serviu na Kriegsmarine durante a Segunda Guerra Mundial.